# Романово-на-Орше
Романово-на-Орше — деревня в Калининском районе Тверской области. Относится к Славновскому сельскому поселению. До 2006 года входила в состав Беле-Кушальского сельского округа.
Расположена в 20 км к северо-востоку от Твери, на реке Орше, в 2,5 км от села Беле-Кушальское.

## История
Каменная церковь была построена на восточной окраине села на левом берегу реки Орша в 1765-68 гг. на средства владельцев села майора А.В. Семенова и его жены. Престола два: главный - Троицы Живоначальной, придельный - Александра Свирского.
В конце XIX — начале XX века село входило в состав Беле-Кушальской волости Тверского уезда Тверской губернии. 
С 1929 года деревня входила в состав Беле-Кушальского сельсовета Тверского района Тверского округа Московской области, с 1935 года — в составе Кушалинского района Калининской области, с 1956 года — в составе Калининского района, с 2005 года — в составе Славновского сельского поселения.
В 1997 году — 19 хозяйств, 38 жителей. В 2002 году — 29 жителей.

## Население
| 1859 | 1886 | 2002 | 2010 |
| ---- | ---- | ---- | ---- |
| 225  | ↘208 | ↘29  | ↘25  |

## Достопримечательности
В деревне расположена недействующая Церковь Троицы Живоначальной (1768).